# Kaspar von Kaltenthal

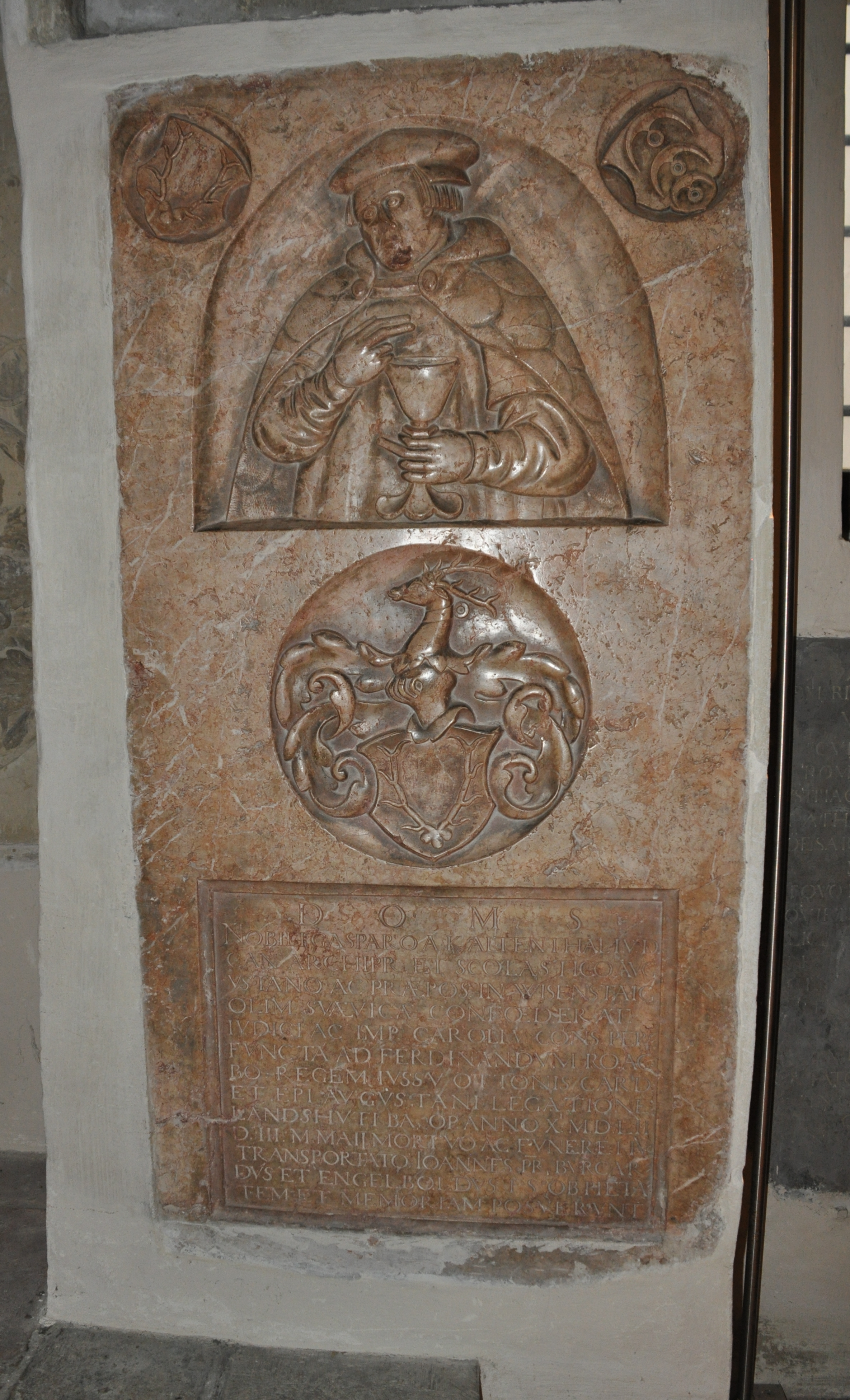
Epitaph Kaspar von Kaltenthals im Kreuzgang des Augsburger Doms

Kaspar von Kaltenthal (* vor 1522; † 3. Mai 1552 in Landshut) war ein Domherr zu Augsburg, fürstbischöflich-augsburgischer und kaiserlicher Rat sowie Bundesrichter sowohl im Schwäbischen Bund als auch im anschließenden Kaiserlichen Neunjährigen Bund. Er hatte darüber hinaus zahlreiche weitere Ämter und Titel inne.

## Familie
Kaspar von Kaltenthal entstammte dem schwäbischen Adelsgeschlecht von Kaltental. Er war der Sohn des württembergischen Hofrichters und Reichsritters Jakob von Kaltenthal (1479–1555), der die kaltentalischen Ortsherrschaften in Oßweil und Mühlhausen erbte sowie zusätzlich die Herrschaft Osterzell erwarb. Kaspar von Kaltenthals Mutter war Agnes geborene von Stadion. Er hatte mehrere Schwestern sowie zwei Brüder: Engelbold erhielt nach dem Tod des Vaters die Herrschaften in Oßweil und Mühlhausen und Burkhard die Herrschaft Osterzell.

## Werdegang
Kaspar von Kaltenthal promovierte zum Doktor beider Rechte. Um 1522 wurde er Domherr und Scholaster zu Augsburg. Zudem war er Offizial und Archipresbyter sowie Propst von Wiesensteig und fürstbischöflich-augsburgischer Rat.
Kaspar von Kaltenthal galt als engster Vertrauter des Bischofs Christoph von Stadion, zu dessen Familie verwandtschaftliche Beziehungen bestanden. Vermutlich auch durch die Förderung des Bischofs wurde er ab 1528 von den Fürsten zum Bundesrichter des Schwäbischen Bundes nominiert. Das Amt als Bundesrichter übte er bis zum Ende des Bundes 1534 aus.
Von 1535 bis 1544 war er Bundesrichter im Kaiserlichen Neunjährigen Bund. 1545 nahm er als augsburgischer Rat sowie als Teil der Gesandtschaft von Trient am Reichstag in Worms teil. In seiner Funktion als kaiserlicher Rat, die er spätestens ab da innehatte, wurde er 1546 von Kaiser Karl V. als Auditor zum zweiten Regensburger Religionsgespräch entsandt.
Ab 1547 war Kaspar von Kaltenthal mit Vorbereitungsverhandlungen für die Gründung des damals geplanten, aber nie umgesetzten Reichsbundes beauftragt.
Am 3. Mai 1552 starb Kaspar von Kaltenthal überraschend während einer Reise in Landshut. Er wurde im Kreuzgang des Augsburger Doms beigesetzt, seine dort noch erhaltene Grabplatte wird dem Bildhauer Christoph Murmann dem Älteren zugeschrieben.